# Cadmoselita
La cadmoselita és un mineral de la classe dels sulfurs, que pertany al grup de la wurtzita. Va ser descoberta l'any 1957 al dipòsit Ust'-Uyuk (Districte de Turan, Rússia). Rep el seu nom dels elements que la componen: cadmi i seleni.

## Característiques
La cadmoselita és químicament selenur de cadmi amb fórmula química CdSe. Cristal·litza en el sistema hexagonal. Els cristalls, de fins a 0,1 mm, mostren la base i la piràmide hexagonal estriada horitzontalment. La seva duresa a l'escala de Mohs és 4.
Segons la classificació de Nickel-Strunz, la cadmoselita pertany a «02.CB - Sulfurs metàl·lics, M:S = 1:1 (i similars), amb Zn, Fe, Cu, Ag, etc.» juntament amb els següents minerals: coloradoïta, hawleyita, metacinabri, polhemusita, sakuraiïta, esfalerita, stil·leïta, tiemannita, rudashevskyita, calcopirita, eskebornita, gal·lita, haycockita, lenaïta, mooihoekita, putoranita, roquesita, talnakhita, laforêtita, černýita, ferrokesterita, hocartita, idaïta, kesterita, kuramita, mohita, pirquitasita, estannita, stannoidita, velikita, chatkalita, mawsonita, colusita, germanita, germanocolusita, nekrasovita, stibiocolusita, ovamboïta, maikainita, hemusita, kiddcreekita, polkovicita, renierita, vinciennita, morozeviczita, catamarcaïta, lautita, greenockita, wurtzita, rambergita, buseckita, cubanita, isocubanita, picotpaulita, raguinita, argentopirita, sternbergita, sulvanita, vulcanita, empressita i muthmannita.

## Formació i jaciments
La cadmoselita apareix en estrats sedimentaris sota condicions reductores de mitjana a alta alcalinita. A més del lloc on va ser descoberta, també ha estat trobada a la mina Tumiñico, a Sierra de Cacho, (La Rioja, Argentina), i a la mina Kidd Creek, a Kidd Township (Ontario, Canadà).
Sol trobar-se associada amb altres minerals com: ferroselita, clausthalita, esfalerita rica en cadmi, seleni natiu, greenockita, pirita, laumontita i calcita.